# Vauchelles-lès-Authie
Vauchelles-lès-Authie is een gemeente in het Franse departement Somme (regio Hauts-de-France) en telt 118 inwoners (2004). De plaats maakt deel uit van het arrondissement Amiens.

## Geografie
De oppervlakte van Vauchelles-lès-Authie bedraagt 4,7 km², de bevolkingsdichtheid is 25,1 inwoners per km².
De onderstaande kaart toont de ligging van Vauchelles-lès-Authie met de belangrijkste infrastructuur en aangrenzende gemeenten.

## Demografie
Onderstaande figuur toont het verloop van het inwonertal (bron: INSEE-tellingen).

1. ↑  Populations de référence 2022.